# Lasionycta luteola
Lasionycta luteola là một loài bướm đêm thuộc họ Noctuidae. Loài này có ở miền bắc Washington và tây nam Alberta northward tới tây nam Yukon.
Chúng được tìm thấy ở lãnh nguyên núi cao. Con trưởng thành đa số sinh sống về đêm nhưng cũng bay ban ngày và ăn mật hoa cây Silene acaulis.
Sải cánh dài khoảng 27 mm. Con trưởng thành bay từ giữa tháng 7 tới giữa tháng 8.